# Цар
Цар (лат. caesar, грч. καῖσαρ) један је од словенских назива монарха, најчешће суверени владар царства или другог типа царске области. Царица може бити или царева супруга или може сама држати титулу царског монарха. Цареви су по части и чину на вишем нивоу од краљева. Једини монарх са овом титулом данас је цар Јапана Нарухито. Цар је била званична титула у следећим државама: Прво бугарско царство (913–1018), Друго бугарско царство (1185–1422), Српско царство (1346–1371) и Руско царство (1547–1721, када је замењена титулом императора).
Народи запада Европе своје су називе за цара извлачили претежно из наслова „император” (imperatore у италијанском, imperador у шпанском, empereur у француском, emperor у енглеском), а народи истока из имена „caesar” којим су римски цареви истицали повезаност с првим и историјски највећим међу њима, Јулијем Цезаром. У славенским се језицима тако користе називи „цар” и „цесар”, а у немачком „Kaiser”. Изузеци су на истоку Румуни (imparat), Албанци (parandor, mbret) те Грци (autokratoros, basileos).

## Царства у историји
У историји није било много држава које историчари називају царствима, и појединих владара који су се називали царевима. У неким случајевима само је један моћни владар окупио много земаља под својом влашћу и прогласио се (или су га други прогласили) царем, да би убрзо након његове смрти тај наслов нестао (или остао само формално), а тако уједињене земље најчешће су се поновно разјединиле. У Старом веку један је такав пример Акадско царство у Месопотамији. У Европи су такви примери на Западу Наполеон Бонапарта и његов нећак Наполеон  у Француској (19. веку), а на истоку цар Душан Немањић у Србији (14. век), те цареви Борис у Бугарској и Самуило у Македонији у 10. веку. Такође се може царем назвати монголски владар Џингис-кан. У Латинској Америци су исто тако у 19. веку Агустин де Итурбиде, те Максимилијан Хабсбуршки царевали Мексиком, а Петар I и Петар II Бразилом. У двадесетом веку само се Жан-Бедел Бокаса прогласио 1977. године царем Средње Африке којом је потом као цар владао до интервенције француске Легије странаца 1979. године.
Царство у правом смислу речи је држава којом влада цар, а царствима се називају и колонијална царства који нису нужно монархије (француска 3. и 4. Република) или чији монарси нису цареви (белгијско или португалско колонијално царство, којима су владали краљеви Белгије и Португалске).

### Царства у Европи
Сви цареви у Европи позивали су се, непосредно или посредно, на наслеђе Римског царства. Оно се у 4. веку поделило на Источно и Западно. Након пада Западног царства, Источно римско царство наставља да постоји те се поступно хеленизира и претвара у Византијско царство. На наслеђе Византијског царства краће време су се позивали владари Бугарске и Србије, који су се прогласили царевима. Касније, након пада Византије под турску власт, назив цара с Иваном IV Грозним преузимају владари Русије (Московско царство тврдећи за себе да представљају „Трећи Рим”).
На Западу, године 800. папа додељује наслов цара Карлу Великом. Каснијом поделом царства међу његовим наследницима, Француска се издваја у засебну државу те настаје Свето римско царство, често с додатком „немачког народа” у називу. Оно се одржало до почетка 19. века, када је Наполеон, припремајући властито устоличење, укинуо тај древни царски наслов. На њиховом наслеђу, цареви су од тог времена и владари Аустрије, односно Аустроугарске до 1918. године.
Сам Наполеон прогласио се 1805. године царем Француза, али његово царство није надживело пораз у Русији 1814. Бонапарта је 1815. коначно поражен и заточен на острву Света Хелена где и умире 1821. године. На легенди о Наполеону Великом, његов ће се нећак, Луј Наполеон Бонапарта, успети на власт у Француској након велепревратничке 1848. године, првобитно као председник републике, а од 1852. као нови цар. Његова владавина, позната и као „Друго царство”, завршена је свргнућем након пораза од Пруске код Седана 1870.
На рушевинама Другог (француског) царства рођено је потом (у Версају, 1871. године) друго Немачко царство на челу с пруским краљевима. Последњи од та три цара, Вилхелм II из куће Хоенцолерн-Сигмаринген, одрекао се царске круне након пораза у Првом светском рату те је остатак живота до смрти провео у избеглиштву у Холандији.
У источнославенским језицима реч „цар” значи краљ. До тога је дошло јер су у руским преводима Библије краљеви старог Израела и римски цареви заједно називани титулом цара, те је током века рич цар постала синоним за краља, а прави су цареви на Истоку Европе називани титулом императора.
Руско је царство настало ширењем Московске државе, а сам наслов цара владари присвајају од Ивана IV Грозног, а царем (императором) прогласио се Петар I Велики. Царство које се у међувремену протегло од Балтика до Владивостока нестало је у велепреврату 1917 године, а цар Никола II и његова породица убијени су 1918. године по Лењиновом налогу.
Након обнове независности Бугарске, нови владари Фердинанд I и Борис II из куће Сакс-Кобург обновили су наслов „Цара Бугара”, али је на бугарском језику, исто као и на руском, та титула је означавала краља, а не цара. Царство је нестало у вртлогу Другог светског рата након изненадне смрти Бориса II, совјетске окупације и изгона малодобног Симеона II након проглашења републике. Симеон ће се након промена на истоку вратити у Бугарску те постати председник владе од 2001 до 2005. године.

### Царства изван Европе
Велики супарник Римскога царства било је Перзијско (иранско) царство. Владари Ирана и у 20. веку називали су се царевима (краљевима над краљевима), све до Исламске револуције 1979. године.
Кина је најдуговечније царство, које се током 3.500 година трајања више пута распадало и обнављало. Последњи цар, Пу Ји, свргнут је велепревратом 1911. године, али је од 1934. до 1945. формално царевао Манџукујом на северу Кине, јапанском сателитском државом успостављеном након војне окупације у јапанско-кинеском рату. Самим Јапаном и данас влада цар (тено) и то је једини данашњи владар с тим насловом.
Државе Астека, Маја и Инка у Латинској Америци, које су срушили Шпанци у 16. веку, такође се због њихове мултиетичности називају царствима.
Индија је већ у Старом веку била самостално царство (цар Ашока), а након британског освајања, британска краљица Викторија проглашена је „царицом Индије”. Тај ће наслов њезини потомци изгубити тек независношћу Индије 1947. године.
Најдуговечнија афричка држава, Етиопија (некадашњи назив Абесинија) била је такође царство до 1975. године када је под неразјашњеним околностима умро у велепреврату 1974. године свргнути цар (негус негести, краљ краљева) Хајле Селасије. У служби великог етиопског цара Менелика II били су у 19. веку и познати хрватски истраживачи, браћа Сељан.
По смислу појма „цар”, багдадски калифи и османлијски султани су такође цареви, али обично се наводе ти посебни наслови. Стари египатски фараони такође се могу назвати царевима, као и неки други древни владари (на пример, Саргон Велики, творац Акадског царства у Месопотамији).

## Неки цареви у историји
- Симеон I, први бугарски цар
- Стефан Душан, цар Србије
- Иван IV Грозни, цар Русије